# Jacques-Ange Lauwereyns de Diepenheede
Jacques Ange Joseph Hyacinthe Lauwereyns de Diepenheede (Brugge, 1 juli 1770 - 27 januari 1830) was een Zuid-Nederlands edelman.

## Levensloop
Jacques Lauwereyns was een zoon van Charles Lauwereyns de Roosendaele de Diepenheede (1724-1789) en van Marie-Caroline van der Haeghen (1734-1798). 
Hij werd cadet in het regiment van Vierset en vervolgens luitenant in het regiment van Arberg. In 1791 trouwde hij met Antoinette Coppieters (1763-1802), dochter van burgemeester van Brugge Robert Coppieters. Ze hadden twee kinderen:
- Robert Lauwereyns (1793-1835), die promoveerde tot doctor in de rechten en militair auditeur was in Brugge. Hij bleef vrijgezel.
- Victoire Lauwereyns (1796-1876), die trouwde met procureur des Konings en volksvertegenwoordiger Jean Maertens en de laatste naamdrager was van haar familie.

Jacques werd achtereenvolgens:
- mei 1793: gemeenteraadslid van Brugge,
- 1793: voogd van de Bogaerdenschool,
- februari 1794: schepen van het Brugse Vrije tot januari 1795,
- maart-november 1797: secretaris van Brugge met bevoegdheid over de burgerlijke stand. Hij bleef in de herinnering, omdat hij in volle revolutionaire periode op diplomatische wijze de hevigste wetten omzeilde, de priesters te hulp kwam, de republikeinse feesten "vergat" te vieren en de kerken voor de eredienst openhield of weer openstelde.

Einde mei 1794 werd zijn schoonvader, als een der laatsten, met de titel baron vereerd vanwege de Oostenrijkers, een titel die zou overgaan op de schoonzoon. Op 29 maart 1794 legde Jacques in naam van zijn schoonvader de voorgeschreven eed af in Brussel. 
In juni 1794 reisde hij naar Landrecies om er de overgave van het Brugse Vrije aan de Franse republiek te ondertekenen.
In 1823, onder het Verenigd Koninkrijk der Nederlanden, werd hij erkend in de erfelijke adel, met de titel baron, overdraagbaar bij eerstgeboorte.

## Realisaties
Zowel tijdens als vooral ook na de uitoefening van officiële ambten was Jacques Lauwereyns op heel wat domeinen actief en slaagde hij in enkele merkwaardige realisaties.
- De redding van de archieven van het bisdom Brugge en van de officialiteit wordt aan hem toegeschreven. Toen bisschop Felix Brenart in 1794 op de vlucht sloeg, werden deze archieven aan Lauwereyns toevertrouwd.
- Als verantwoordelijke voor de burgerlijke stand van Brugge liet hij een inventaris opmaken van de parochieboeken.
- Hij liet een kopie maken van de Beschrijving van de Bogaerdenschool en voegde er notities aan toe (exemplaar bewaard in stadsarchief Brugge).
- Hij zorgde voor de goede bewaring van het dagboek van Robert Coppieters, belangrijke bron voor het leven in Brugge in de tweede helft van de achttiende eeuw.
- Hij was verantwoordelijk voor de redding van de Onze-Lieve-Vrouwekerk. In april 1799 kocht hij dit 'nationaal goed' in openbare verkoop aan om het te beschermen tegen vandalisme en afbraak. Zodra het Concordaat was goedgekeurd, schonk hij de kerk terug aan de eredienst.
- Volgens kanunnik Pierre de Molo speelde hij een essentiële rol bij de redding van de Bourgondische praalgraven in de O.-L.-Vrouwekerk.
- Hij was secretaris van de samenwerkende vennootschap die, onder het voorzitterschap van Jean-Jacques van Outryve de Merckem, de gebouwen van de schuttersgilde Sint-Sebastiaan terugkocht en teruggaf aan de schuttersmaatschappij.
- Hij redde het koorgestoelte van de Eekhoutabdij en schonk het aan de Onze-Lieve-Vrouwekerk, waar het sedertdien staat opgesteld.
- Hij verwierf het 'miraculeus' beeld van Christus aan het kruis, dat hij schonk aan de Sint-Salvatorskerk, waar het zich nog steeds bevindt.
- In de strijd die gevoerd werd door de Brugse bekleders van openbare ambten, teneinde terugbetaling te krijgen van de aan de Oostenrijkers betaalde beroepskosten (de 'engagère'), was hij actief. Hij schreef hierover herhaaldelijk naar Napoleon of zijn ministers.

## Geschriften
Lauwereyns liet in de familie enkele niet-gepubliceerde geschriften na:
- Recueil chronologique, historique, généalogique et héraldique des grands baillis, des écoutettes, des premiers bourgmestres et des bourgmestres de la commune.
- Histoire généalogique et héraldique de la très noble et ancienne famille de Diepenheede - de Roozendaele, originaire de Saxe, établie en Belgique depuis le 12e siècle.
- Naissances, mariages et décès, met afschriften van akten in de parochieboeken betreffende de familie Lauwereyns en verwanten.